# 캐슬린 크로리

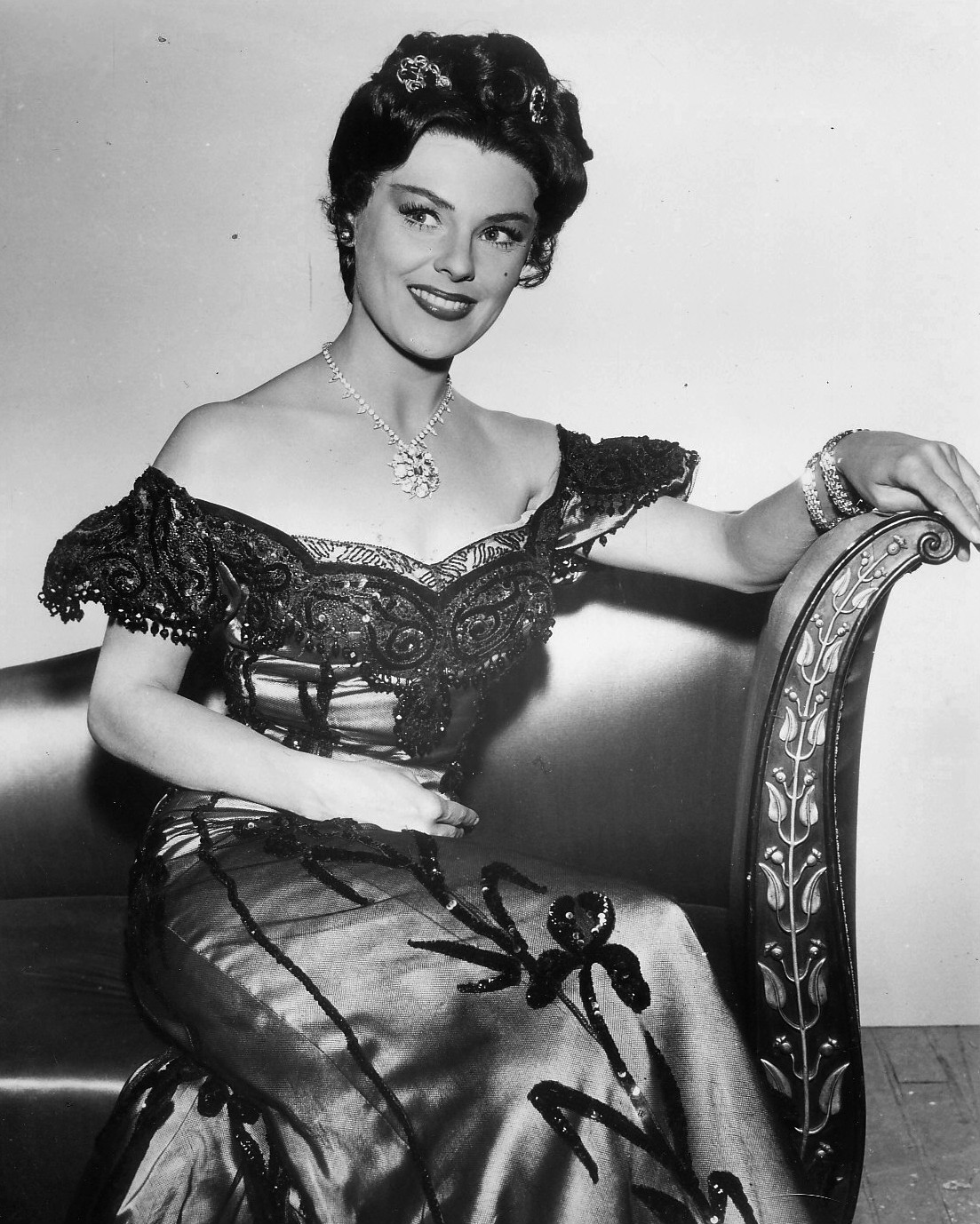

캐슬린 크로리(Betty Jane Crowley, 1929년 12월 26일 ~ 2017년 4월 23일)는 미국의 배우, 텔레비전 배우, 영화배우이다.

## 영화
- 더 로이어 (1970년)
- 다운힐 레이서 (1969년)
- 털보 가족 (1966년)
- 배트맨 - 66년 TV 시리즈 (1966년)
- 보난자 (1959년)
- 선셋 77번가 (1958년)
- 페리 메이슨 (1957년)
- 타겟 어스 (1954년)
- 클라이막스! (1954년)
- 더 파머 테이크 어 와이프 (1953년)